# رود آيلاند
رود آيلاند أو رُد أيلند (بالإنجليزية: Rhode Island)‏ واسمها رسميا ولاية رود آيلاند ومزارع بروفيدنس (بالإنجليزية: State of Rhode Island)‏،  هي ولاية في منطقة نيو إنغلاند في شمال شرق الولايات المتحدة. رود آيلاند هي أصغر ولاية في البلاد، وهي الثامنة من حيث أقل الولايات سكانا، وثاني أكبر الولايات من حيث الكثافة السكانية بين الولايات الأمريكية الخمسين بعد ولاية نيو جيرسي. اسمها الرسمي هو الأطول بين الأسماء الرسمية لولايات الاتحاد. تحدها ولاية كونيتيكت إلى الغرب، ماساتشوستس من الشمال والشرق، والمحيط الأطلسي إلى الجنوب عبر مضيق رود آيلاند الصوت ومضيق جزيرة بلوك. وتشترك الدولة أيضا في حدود بحرية قصيرة مع ولاية نيويورك.
في 4 مايو 1776، أصبحت مستعمرة رود آيلاند أول المستعمرات الثلاثة عشر التي أعلنت عصيانها على التاج البريطاني، وكانت رابع الولايات ذات السيادة التي تصدق على وثائق الكونفدرالية في 9 فبراير 1778. وقاطعت مؤتمر عام 1787 الذي وضع أسس دستور الولايات المتحدة  ورفضت التصديق عليه في البداية. في 29 مايو 1790، أصبحت رود آيلاند الولاية الثالثة عشر والأخيرة التي تصدق على الدستور.
لقب رود آيلاند الرسمي هو "ولاية المحيط"، في إشارة إلى عديد الخلجان الكبيرة والمداخل التي تشكل حوالي 14٪ من مجموع مساحتها. وتغطي رود آيلاند مساحة 1,214 ميلا مربعا (3,144 كيلومترا مربعا)، منها 1,045 ميلا مربعا (2,707 كم 2) من اليابسة.

## الجغرافيا
يوجد العديد من التلال في الثلث الشمالي الغربي للجزيرة. وفيها تلة جريموث بارتفاع 247م، وهي أعلى تلة فيها.
تغطي تلال أخرى أقل ارتفاعًا بقية أراضي الجزيرة، وهي الجزر الست والثلاثون في خليج ناراجانست، والأراضي الواقعة شرقي الخليج. وهناك العديد من المناطق السهلية والشواطئ الرملية. كما توجد السلاسل الصخرية في الجزر وعلى الشواطئ على امتداد الخليج.
يحد ولاية روود ايلاند ولاية ماساتشسوستسMassachusetts من جهة الشمال الشرقي وولاية كونيتيكت Connecticut من جهة الغرب بينما يحدها جنوباً المحيط الأطلنطي كما أنها تشترك في الحدود المائية مع ولاية نيويورك New York وتتكون الولاية من 5 مقاطعات، وتبلغ مساحتها الكلية 4.005 كيلومتر مربع وبهذا تحتل الولاية المرتبة الخمسين بين الولايات المتحدة الأمريكية من حيث المساحة.
ويوجد في خليج الولاية أكثر من 30 جزيرة من أشهرها جزيرة أكويدنك Aquidneck وهي أكبرهم على الإطلاق، أما بالنسبة للطبيعة الطبوغرافية للولاية فإنها تعتبر أرض مسطحة تكاد تكون حالية من المرتفعات وأعلى نقطة مرتفعة في رود أيلاند هي هضبة جيريموث Jerimoth التي يبلغ ارتفاعها 812 قدم فوق سطح البحر.
عاصمة الولاية هي مدينة بروفيدنس Providence وهي من أكبر مدن الولاية ويبلغ عدد سكانها 173.618 نسمة، ومن المدن الأخرى الكبيرة مدينة نيوبورت New Port ومدينة كرانستن Cranston وويرويك Warwick.
يتميز طقس رود أيلاند بالشتاء القارص والصيف الحار.

### الطقس
| البيانات المناخية لـRhode Island  | البيانات المناخية لـRhode Island | البيانات المناخية لـRhode Island | البيانات المناخية لـRhode Island | البيانات المناخية لـRhode Island | البيانات المناخية لـRhode Island | البيانات المناخية لـRhode Island | البيانات المناخية لـRhode Island | البيانات المناخية لـRhode Island | البيانات المناخية لـRhode Island | البيانات المناخية لـRhode Island | البيانات المناخية لـRhode Island | البيانات المناخية لـRhode Island | البيانات المناخية لـRhode Island |
| الشهر                             | يناير                            | فبراير                           | مارس                             | أبريل                            | مايو                             | يونيو                            | يوليو                            | أغسطس                            | سبتمبر                           | أكتوبر                           | نوفمبر                           | ديسمبر                           | المعدل السنوي                    |
| --------------------------------- | -------------------------------- | -------------------------------- | -------------------------------- | -------------------------------- | -------------------------------- | -------------------------------- | -------------------------------- | -------------------------------- | -------------------------------- | -------------------------------- | -------------------------------- | -------------------------------- | -------------------------------- |
| الدرجة القصوى °ف (°م)             | 69 (21)                          | 72 (22)                          | 90 (32)                          | 98 (37)                          | 95 (35)                          | 98 (37)                          | 102 (39)                         | 104 (40)                         | 100 (38)                         | 88 (31)                          | 81 (27)                          | 77 (25)                          | 104 (40)                         |
| متوسط درجة الحرارة الكبرى °ف (°م) | 26 (−3)                          | 39 (4)                           | 48 (9)                           | 58 (14)                          | 69 (21)                          | 77 (25)                          | 83 (28)                          | 81 (27)                          | 73 (23)                          | 63 (17)                          | 52 (11)                          | 42 (6)                           | 59 (15)                          |
| متوسط درجة الحرارة الصغرى °ف (°م) | 20 (−7)                          | 23 (−5)                          | 30 (−1)                          | 39 (4)                           | 49 (9)                           | 58 (14)                          | 64 (18)                          | 63 (17)                          | 55 (13)                          | 43 (6)                           | 43 (6)                           | 26 (−3)                          | 43 (6)                           |
| أدنى درجة حرارة °ف (°م)           | −23 (−31)                        | −17 (−27)                        | 1 (−17)                          | 11 (−12)                         | 29 (−2)                          | 39 (4)                           | 48 (9)                           | 49 (9)                           | 32 (0)                           | 20 (−7)                          | 6 (−14)                          | −12 (−24)                        | −23 (−31)                        |
| الهطول إنش (مم)                   | 4.37 (111)                       | 3.45 (88)                        | 4.43 (113)                       | 4.16 (106)                       | 3.66 (93)                        | 3.38 (86)                        | 3.17 (81)                        | 3.90 (99)                        | 3.70 (94)                        | 3.69 (94)                        | 4.40 (112)                       | 4.14 (105)                       | 46.45 (1٬182)                    |
| المصدر:                           |                                  |                                  |                                  |                                  |                                  |                                  |                                  |                                  |                                  |                                  |                                  |                                  |                                  |

مناخ الجزيرة معتدل، وتتراوح درجات الحرارة ما بين درجتين تحت الصفر في يناير و22°م في يوليو.

## التاريخ
اكتشف البحار الهولندي أدريان بلوك المنطقة المعروفة اليوم بجزيرة بلوك أيلاند Block Island التي تعتبر جزءاً من روود أيلاند وذلك عام 1614 وكانت المنطقة مأهولة بقبائل الهنود الحمر المنتمين لقبيلة نارجاناسيت Narragansett، وقد أدى نزوح الأوروبيين إلى روود أيلاند إلى انتشار الأمراض الفتاكة التي أودت بحياة الكثير من السكان الأصليين من قبائل نيانتك Niantic، وفي عام 1636 جاء الإنجليزي روجر ويليامز إلى روود ايلاند فاراً من مستعمرة ماساتشوسيتس Massachusetts بعدما تم طرده من المستعمرة نتيجة أفكاره الدينية المتطرفة واستقر في خليج ناراجاناسيت Narragansett Bay أطلق على هذا المكان اسم بروفيدينس Providence ثم أعلن أن هذا المكان هو مكان الحرية الدينية وبعد استلامه صكاً كتابياً من ملك بريطانيا شرع روجر في تأسيس مستعمرة روود ايلاند، وفي عام 1637 جاءت آن هاتشينسون Anne Hutchinson طريدة من نفس المستعمرة ولنفس السبب كما جاء معها وليام كودجينتن William Coddington وقاموا جميعاً بتأسيس بلدة بورتسموث Portsmouth وفي نفس العام تم تأسيس حكومة رسمية للجزيرة، وتم اتخاذ شعار الولاية الحالي (مرساة السفينة) عام 1664
وتعتبر روود ايلاند أولى المستعمرات البريطانية التي أعلنت استقلالها في الرابع من شهر مايو عام 1776 بيد أنها الولاية الثالثة عشرة التي صدقت على الدستور الأمريكي في 29 مايو عام 1790.
عاش في الجزيرة بضعة آلاف من الهنود قبل أن يأتي إليها البيض في القرن السادس عشر الميلادي. ويعتقد بعض المؤرخين بأن البحَّار الإيطالي جيوفاني فيرازانو، سمَّى الجزيرة على اسم جزيرة رودس الواقعة في البحر المتوسط. وهناك آخرون يعتقدون بأن البحار الهولندي أدريان بلوك سماها الجزيرة الحمراء.
في 4 مايو عام 1776م، أصبحت الجزيرة المستعمرة الأمريكية الأولى، التي أعلنت استقلالها عن بريطانيا. وقد أصبحت إحدى الولايات المتحدة الأمريكية في 29 مايو عام 1790م.
من أقدم الصناعات في الجزيرة صناعة الأقمشة، التي ازدهرت بسرعة خلال القرن الثامن عشر الميلادي. ثم تدهورت في العشرينيات من القرن العشرين. ومع نهاية الستينيات من القرن العشرين، تنوعَّت مصادر الدخل واقتصاديات الجزيرة. كما أن صناعة المجوهرات والأقمشة لاقت منافسة شديدة من الصناعات الأجنبية في الثمانينيات من القرن العشرين.

## القانون والحكومة

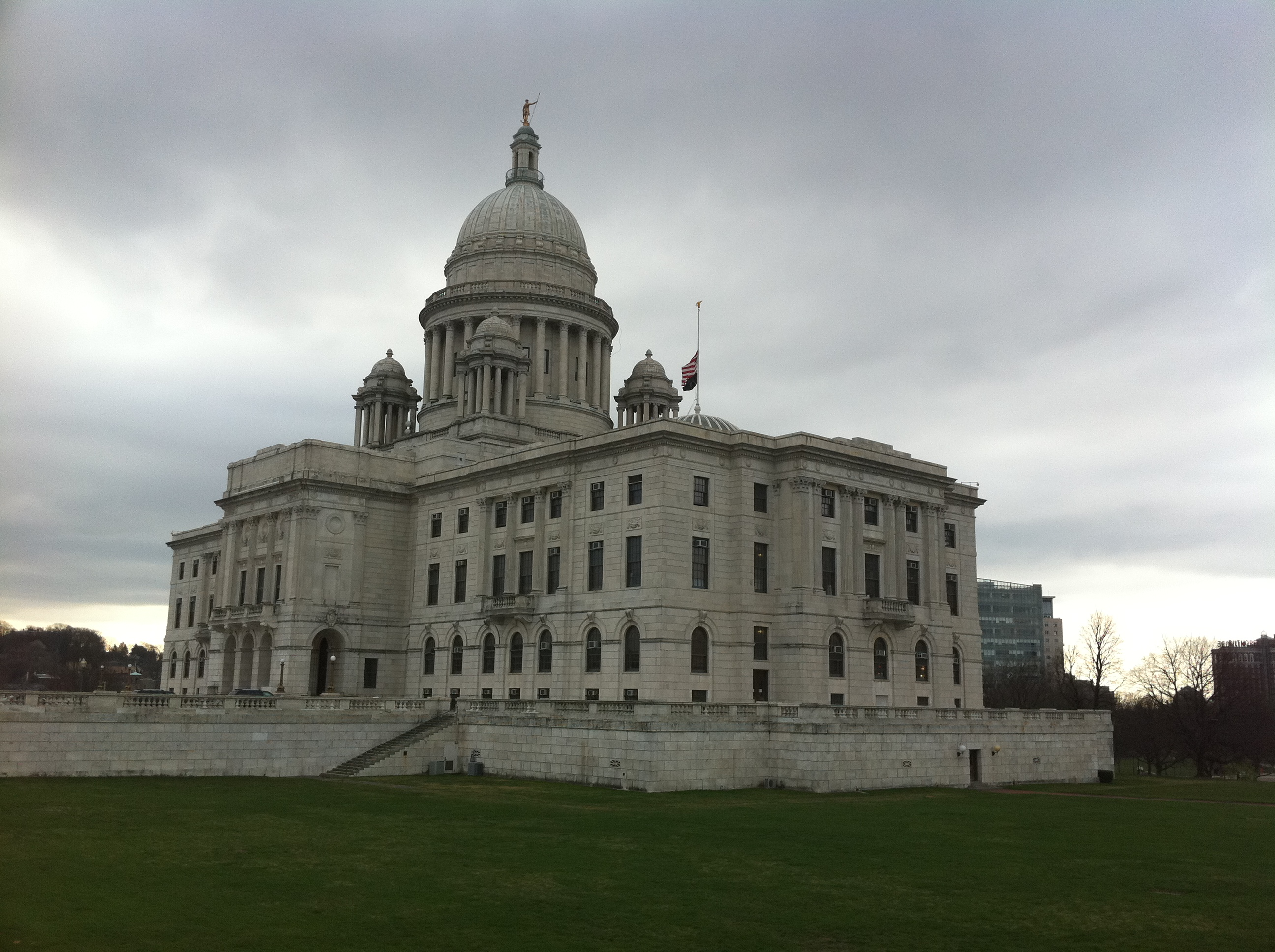
مبنى مشرعين ولاية رود آيلاند

| Year | الحزب الجمهوري | الحزب الديمقراطي |
| ---- | -------------- | ---------------- |
| 2008 | 35.21% 165,391 | 63.13% 296,571   |
| 2004 | 38.67% 169,046 | 59.42% 259,760   |
| 2000 | 31.91% 130,555 | 60.99% 249,508   |
| 1996 | 26.82% 104,683 | 59.71% 233,050   |
| 1992 | 29.02% 131,601 | 47.04% 213,299   |
| 1988 | 43.93% 177,761 | 55.64% 225,123   |

## التوزيع السكانى
طبقاً لإحصائيات عام 2003 يبلغ عدد سكان رود أيلاند 1.076.164 نسمة وبذلك تحتل المرتبة 43 بين الولايات المتحدة من حيث عدد السكان، وتبلغ نسبة الكثافة السكانية 387.35 شخص في الكيلومتر المربع وبذلك تحتل المرتبة الثانية بين الولايات المتحدة من حيث نسبة الكثافة السكانية، ويشكل البيض من أصول أوروبية غالبية عظمى تبلغ 81.9% والأمريكيون الأفارقة 4.5%، والآسيويون 2.3%، واللاتينيون 8.7% والهنود الحمر 0.5%، والأجناس المختلطة 2.7%، وتبلغ نسبة من يملكون مساكنهم 61.5%، بينما تبلغ نسبة الفقراء 11.3%.

## الاقتصاد
النشاط الاقتصادي الوحيد والأكثر أهمية للولاية هو التصنيع. وأهم الصناعات المجوهرات والأواني الفضيِّة. ومن المنتجات الصناعية الأخرى: أجهزة الاتصالات ومعداتها، والأدوات والقطع المعدنية والمواد المطبوعة. ويعمل أكثر من ثلثي عمال الجزيرة في قطاع الخدمات. وتُعَدُّ مدينة بروفيدانس، المركز الرئيسي للاقتصاد والتجارة في منطقة نيوإنجلاند الأمريكية. كما أن هناك نسبة عالية تعمل في قطاع الأعمال والتعليم في الجزيرة.
من مصادر الدخل الرئيسية، المنتجات النباتية التي تُزرع في البيوت الخضراء والمستنبتات. كما أن صناعة الصيد من مصادر الدخل الأخرى. ومن أهم مايصطادونه المحار الملزمي والسمك المفلطح.
يقوم السياح بزيارة المنتجعات الساحلية للجزيرة سنويًا، حيث تُقدَّم التسهيلات المختلفة، مثل: السباحة، وركوب القوارب وصيد السمك والتمتع بالمناظر الجميلة. ومن أشهر منتجعاتها: جزيرة بلورك، ورصيف ناراجانْست، ونيوبورت، وتشهيل. كما يقوم روّاد الجزيرة بزيارة المواقع التاريخية الكثيرة والمباني القديمة.
بلغ إجمالي الناتج القومي لولاية رود أيلاند 41.921 بمليار دولار عام 2004 وبذلك تحتل المرتبة 45 بين الولايات المتحدة من حيث حجم الدخل القومي، وبلغ متوسط دخل الفرد سنوياً 33.733 $، ووصلت نسبة البطالة 4.8% عام 2004، وبلغ ناتج قطاع الصناعة 3.8 مليار دولار، وقطاع الخدمات والصحة 1.9 مليار دولار والقطاع الحكومي 2.7 مليار دولار. تتميز الولاية بعدم منتجات زراعية من أهمها الأعلاف والخضراوات والبيض، أما عن المنتجات الصناعية فتأتي صناعة المجوهرات والحلي والمعدات الكهربية وبناء السفن والقوارب في الصدارة كما يشكل قطاع السياحة جزءاً مهماً من دخل روود أيلاند، ومن أشهر شركات روود أيلاند شركة تكسترون Textron لصناعة الطائرات الهليوكوبتر، وهي تنتج الطائرة من طراز من نوع سيسنا Cessna وهي تقع في مدينة Providence كما يوجد الكثير من محال الصاغة للمشغولات الذهبية والفضية بالولاية.

### أهم جامعات روود أيلاند
يوجد في روود أيلاند عدد من أعرق الجامعات في العالم التي تتصدر الرتب العليا حسب التصنيفات المعتمدة في العالم. ومن هذه الجامعات جامعة براون Brown University, الواقعة في مدينة بروفيدانس. ومنها أيضا جامعة جونسون آند ويلز, Johnson and Wales University, والتي تأسست عام 1914, وتقع في وسط مدينة بروفيدانس. ومنها أيضا جامعة رود أيلاند University of Rhode Island الحكومية الواقعة في مدينة Kingston وتأسست عام 1892 وعدد طلابها 14.749. وكلية رود أيلاند Community College of Rhode Island في مدينة Warwick وتأسست عام 1964 وهي حكومية أيضاً وعدد طلابها 16.293. جامعة روجر ويليامز Roger Williams الخاصة وتقع في مدينة Bristol وتأسست عام 1956 وعدد طلابها حوالي 5.200 طالب.